# Хорватсько
Хорватсько (хорв. Horvatsko) — населений пункт у Хорватії, в Вараждинській жупанії у складі міста Іванець.

## Населення
Населення за даними перепису 2011 року становило 173 осіб.
Динаміка чисельності населення поселення:

## Клімат
Середня річна температура становить 9,99 °C, середня максимальна – 23,92 °C, а середня мінімальна – -6,06 °C. Середня річна кількість опадів – 948 мм.
| Клімат поселення                              | Клімат поселення | Клімат поселення | Клімат поселення | Клімат поселення | Клімат поселення | Клімат поселення | Клімат поселення | Клімат поселення | Клімат поселення | Клімат поселення | Клімат поселення | Клімат поселення | Клімат поселення |
| Показник                                      | Січ.             | Лют.             | Бер.             | Квіт.            | Трав.            | Черв.            | Лип.             | Серп.            | Вер.             | Жовт.            | Лист.            | Груд.            |                  |
| Середній максимум, °C                         | 5,70             | 7,47             | 11,69            | 15,86            | 20,80            | 23,92            | 23,26            | 22,64            | 18,68            | 13,71            | 8,14             | 4,22             |                  |
| Середня температура, °C                       | −0,18            | 1,58             | 5,81             | 9,99             | 14,92            | 18,03            | 19,78            | 19,16            | 15,20            | 10,23            | 4,66             | 0,72             |                  |
| Середній мінімум, °C                          | −6,06            | −4,31            | −0,08            | 4,10             | 9,03             | 12,16            | 16,30            | 15,68            | 11,70            | 6,74             | 1,17             | −2,76            |                  |
| Норма опадів, мм                              | 46               | 49               | 64               | 73               | 81               | 110              | 95               | 97               | 90               | 90               | 87               | 66               |                  |
| Середньомісячна швидкість вітру, м/с          | 1.90             | 2.10             | 2.49             | 2.46             | 2.30             | 2.06             | 2.00             | 1.80             | 1.80             | 1.88             | 1.98             | 1.98             |                  |
| Середньомісячна сонячна радіація, кДж/м²·день | 4060             | 6824             | 10537            | 14851            | 18873            | 20733            | 21425            | 18592            | 13807            | 8646             | 4578             | 3273             |                  |
| --------------------------------------------- | ---------------- | ---------------- | ---------------- | ---------------- | ---------------- | ---------------- | ---------------- | ---------------- | ---------------- | ---------------- | ---------------- | ---------------- | ---------------- |
| Джерело:                                      |                  |                  |                  |                  |                  |                  |                  |                  |                  |                  |                  |                  |                  |